# Caussens
Caussens è un comune francese di 627 abitanti situato nel dipartimento del Gers nella regione dell'Occitania. Forma anche parte della regione storica della Ténarèze, in Guascogna.

## Società

### Evoluzione demografica
Abitanti censiti